# 梁士彦
梁士彦（515年—586年），字相如，安定郡乌氏县（今宁夏回族自治区固原市泾源县人），隋朝将领。

## 生平
性情刚烈正直，喜欢纠正他人是非。北周时以军功拜仪同三司。北周武帝欲东征北齐，素闻其勇烈，拜其为九曲镇将，进位上开府，封建威县公。跟随周武帝攻拔北齐晋州，力抗齐军，进位柱国。齐亡后，封郕国公，进位上柱国、雍州主簿。宣帝即位，除东南道行台、使持节、徐州总管、三十二州诸军事、徐州刺史。与王轨擒陈将吴明彻、裴忌于吕梁，别破黄陵，略定淮南地。
杨坚作相辅政，转亳州总管、二十四州诸军事。相州总管尉迟迥起兵反抗杨坚，杨坚以梁士彦为行军总管，随韦孝宽讨伐。至河阳，与尉迟迥军相对，令家僮梁默等数人为前锋，梁士彦以其徒继之，所当皆破。乘胜至草桥，尉迟迥军众复合，进战，大破之。及围邺城，攻北门而入，驰启西门，纳宇文忻之兵。
尉迟迥被平定后，梁士彦获除授相州刺史。高祖以梁士彦为宿将，忌之，未几，征还京师，闲居无事。自恃元功，郁郁不得志，于是和宇文忻、劉昉谋反，想要取代杨坚做皇帝。事情败露被杀，时年七十二。

## 家庭
- 子梁操，字孟德，位至上开府、义乡县公，早卒。
- 次子梁刚，字永固，位至上大将军、通政县公、泾州刺史，因垂泣谏止父谋反而获免，徙瓜州。
- 三子梁叔谐因梁士彦谋反而坐诛。
- 第四子：梁志远，安定伯，因牵连被杀。
- 第五子：梁务，建威伯，因牵连被杀。

## 延伸阅读
[在维基数据编辑]
 《周書/卷31》，出自令狐德棻《周書》
 《北史·卷073》，出自李延壽《北史》
 《隋書·卷40》，出自魏徵《隋书》